# Церковь Вознесения Господня (Вознесенка)
Церковь Вознесения Господня — православный храм в селе Вознесенка Учалинского района. Административно принадлежит Бирской епархии Башкортостанской митрополии.

## История
Была построена в конце XIX века. После революции церковь закрыли и использовали под склад. Во время Великой Отечественной войны богослужения возобновились, но в 1960-е годы храм снова упразднили и разместили в нем вначале зернохранилище, а затем птичник.
На сегодняшний день удалось остановить осыпание фресок и организовать отопление, чтобы поддерживать внутри плюсовую температуру.
Настоятель иерей Георгий Внуков.